# Мартін Йол
Ма́ртін Йол (нід. Martin Jol, нар. 16 січня 1956, Гаага) — нідерландський футболіст, півзахисник. По завершенні ігрової кар'єри — тренер.

## Клубна кар'єра
Народився 16 січня 1956 року в місті Гаага. Вихованець футбольної школи гаазького аматорського клубу JAC.
У дорослому футболі дебютував 1973 року виступами за команду клубу «АДО Ден Гаг», в якій провів п'ять сезонів, взявши участь у 132 матчах чемпіонату.  Більшість часу, проведеного у складі «АДО Ден Гаг», був основним гравцем команди.
Згодом з 1978 по 1985 рік грав у складі команд німецької «Баварії», нідерландського «Твенте», англійських «Вест-Бромвіч Альбіон» та «Ковентрі Сіті».
Завершив професійну ігрову кар'єру у клубі «АДО Ден Гаг», у складі якого свого часу починав виступи на професійному рівні. Прийшов до команди 1985 року, захищав її кольори до припинення виступів на професійному рівні у 1989.

## Виступи за збірну
1980 року дебютував в офіційних матчах у складі національної збірної Нідерландів. Протягом кар'єри у національній команді, яка тривала усього 2 роки, провів у формі головної команди країни 3 матчі.

## Кар'єра тренера
Розпочав тренерську кар'єру, повернувшись до футболу після невеликої перерви, 1991 року. Декілька років працював з аматорськими командами. 1996 року очолив тренерський штаб своєї першої професійної команди, якою стала «Рода» з Керкраде.
Надалі очолював команди клубів «Валвейк», «Тоттенхем Хотспур», «Гамбург» та «Аякс».
З 2011 року очолює тренерський штаб команди «Фулхем».

## Титули та досягнення
Гравець
- Володар Кубка Нідерландів (1):

АДО Ден Гаг: 1974-75
Тренер
- Володар Кубка Нідерландів (2):

«Рода»: 1996-97
«Аякс»: 2009-10
- Чемпіон Єгипту (1):

«Аль-Аглі»: 2015-16